# Kevin Miehm
Kevin Miehm (né le 10 octobre 1969 à Kitchener, Ontario) est un joueur professionnel canadien de hockey sur glace.

## Carrière
Kevin Miehm joue d'abord avec les Generals d'Oshawa en Ligue de hockey de l'Ontario, avant d'être repêché en 1987 par les Blues de Saint-Louis.
Dans un premier temps, il intègre le club-école, les Rivermen de Peoria en LIH, avant d'intégrer les Blues durant la saison 1992-1993 de la LNH. De 1992 à 1994, il ne joue que 24 matchs en LNH, marquant six points. Après une saison chez les Komets de Fort Wayne puis chez les K-Wings du Michigan, Kevin Miehm part en Europe.
En 1996, il joue en ÖEL au sein de l'EC Villacher SV. Dans la première saison, il marque un total de 100 points en 45 matchs. Au cours du championnat d'Allemagne de hockey sur glace 1998-1999, il intègre les Adler Mannheim sous l'entraînement de Lance Nethery et devient champion. La saison suivante, il revient en Autriche dans le VEU Feldkirch. Il retourne en Allemagne pour la saison 2000-2001 chez les Ice Tigers de Nuremberg, où en 77 matchs il marque 12 buts. La saison suivante, il finit sa carrière en Ice Hockey Superleague avec les Sheffield Steelers.